# Anisoplia tenebralis
Anisoplia tenebralis är en skalbaggsart som beskrevs av Hermann Burmeister 1844. Anisoplia tenebralis ingår i släktet Anisoplia och familjen Rutelidae. Inga underarter finns listade i Catalogue of Life.